# El Cedral, Papantla
El Cedral är en ort i Mexiko.   Den ligger i kommunen Papantla och delstaten Veracruz, i den sydöstra delen av landet, 210 km öster om huvudstaden Mexico City. El Cedral ligger 51 meter över havet och antalet invånare är 603.
Terrängen runt El Cedral är platt norrut, men söderut är den kuperad. Runt El Cedral är det ganska tätbefolkat, med 160 invånare per kvadratkilometer. Närmaste större samhälle är Agua Dulce, 13,0 km norr om El Cedral. Omgivningarna runt El Cedral är en mosaik av jordbruksmark och naturlig växtlighet.